# Cussac (Alto Vienne)
 Cussac  (en occitano Cuçac) es una población y comuna francesa, situada en la región de Lemosín, departamento de Alto Vienne, en el distrito de Rochechouart y cantón de Oradour-sur-Vayres.

## Demografía
| 1155 | 1183 | 1253 | 1252 | 1206 | 1123 | 1187 |
| Para los censos de 1962 a 1999 la población legal corresponde a la población sin duplicidades (Fuente: INSEE [Consultar]) |      |      |      |      |      |      |